# 沙陀部
沙陀部（另作沙陁）是中亞古代西突厥族下的一個部落，曾經依附於唐朝與吐蕃，進入代北，勢力壯大後形成部落國家，與六胡州的粟特薩葛部與安慶部聯合，稱沙陀三部、沙陀諸部、代北諸部，下轄有韃靼人、契丹人、吐谷渾人、党項人、漢人等。在中國的五代十国时期，與契丹人共同成為中國北方地區最主要的勢力，
在遼、金、宋、元時期，沙陀部後裔分別依附在契丹、女真、蒙古、西夏及北宋等政權下，汪古部等為其後裔。

## 概述
其名稱沙陀，源自西突厥處月部，因游牧于今新疆准噶尔盆地东南（今巴里坤）一带，其地有大沙丘，稱為沙陀磧，就是現在的古爾班通古特沙漠而得名。據《新唐書》與《舊五代史》等記載，為沙漠中的沙丘，其部落活動於此，以地得名。耶律鑄認為，沙陀，突厥語原意為沙漠鹽卥地。其部落以地為名，以漢音轉寫為朱邪或處月，意譯即為沙陀。
沙陀部原居於烏孫故地，活動於在金娑山（今新疆博格达山，一说为尼赤金山），至蒲類海（今巴里坤湖）之間的沙漠地區，隸屬突厥汗國。原附屬於西突厥與薛延陀部，最早的領袖為處月部的朱耶拔野。在朱邦拔野歸附唐朝後，與同羅部與僕骨部聯合，形成沙陀部。
最早以西突厥處月部（又名处月、朱邪、朱耶）、同羅部與僕骨部三部聯合為骨幹。

## 歷史

### 西域争雄
唐太宗贞观七年（633年），處月部首领曾随西突厥贵族阿史那弥射至長安覲見。后來，處月隸屬于乙毗咄陆可汗。642年，乙毗咄陸可汗進攻伊州（今新疆哈密），又派遣處月、處密二部圍天山軍（治所在新疆托克遜縣西北），皆被唐軍擊敗。
唐高宗永徽年间（653年或654年）唐军灭西突厥阿史那贺鲁，处月部亦被击败。武则天于长安二年（702年）在庭州（今新疆昌吉吉木萨尔）设立北庭都护府，沙陀部首领朱邪金山因参与征铁勒有功，被封为“金满州都督”，受北庭都护管辖，后金山之子朱邪辅国因受吐蕃压迫，北迁庭州。
安史之乱之后回纥占领今新疆地区，而吐蕃则趁乱占据河西、陇右（今甘肃）。沙陀人受回纥挤压，于是投靠吐蕃，于789年与其联军攻占庭州。后吐蕃为防止沙陀与回纥勾结，将其迁至甘州（今甘肃张掖），封辅国之子朱邪尽忠（唐将李克用曾祖）为统军大论，常为吐蕃先锋。

### 迁徙中原
800年左右，回纥攻占凉州，吐蕃以沙陀驻地靠近凉州，试图将其再次迁往黄河以西的高原地区。809年，沙陀不愿西迁，朱邪尽忠率全体部众投奔唐朝。吐蕃追杀，沙陀人且战且走，三万人中仅剩下两千人到达灵州（今宁夏灵武市），朱邪尽忠亦战死，其子朱邪执宜继位。灵盐节度使范希朝将他们安定在盐州（今宁夏吴忠市盐池县），任命执宜为阴山都督府兵马使，招纳旧部。
后范希朝改任太原府，唐朝为防止沙陀人反复，令其随迁至黄花堆（今天的山西朔州市山阴县），后又分其兵隶各部，成为唐军重要的兵员来源。唐懿宗时，招执宜子朱邪赤心镇压庞勋起兵，赐姓名为李国昌。

### 唐末风云
876年，李国昌之子李克用反唐，攻占大同，880年，被唐军击败，父子二人率部北逃鞑靼。黄巢入长安，唐朝各藩镇不出援军，唐僖宗只好招李克用进兵击黄巢，于883年在黄陂击败黄巢。唐朝封李克用为河东（山西）节度使。黄巢死后，其旧将朱全忠势力日盛，与李克用在华北争战，终于在907年称帝，建立后梁，唐亡，中国进入五代十国时期。

### 五代十國
913年，李克用之子晋王李存勗击败了反复无常的刘仁恭父子，从而占据了幽州。923年灭后梁，建立后唐，是為莊宗。岐国归附后唐，其余诸国除前蜀、杨吴、南汉外皆向后唐称臣。925年，后唐灭前蜀。
莊宗建国后痴迷于戏剧和打猎，把国家大事全盘托付给伶人和宦官，又好殺多疑，不體恤士卒。926年由魏博軍的一個士兵皇甫暉煽動不能還家的同袍，發動了鄴都之變，李克用养子大太保李嗣源前往平亂，卻被叛軍擁立，莊宗打算御駕親征，卻被伶人發動興教門之變所殺，嗣源即位，是為明宗。933年明宗李嗣源驾崩，934年闵帝改元当年即被养兄李从珂篡位。李从珂貶謫李嗣源女婿石敬瑭，敬瑭投靠契丹，借契丹兵灭后唐。936年建立后晋，自称「儿皇帝」，对契丹（辽朝）的國君辽太宗称父、割地、上贡。石敬瑭死后他的侄子石重贵反辽，与辽国开战数次，终于被俘。后晋滅亡。
原后晋大将，沙陀人刘知远自太原起兵，建立后汉，不久病死，傳至後漢隱帝劉承祐，因猜忌顧命大臣郭威，郭威起兵殺死劉承祐，不久篡漢，建立后周。原后汉皇族刘崇在太原称帝，建立北汉，延续后汉，托庇于辽，979年被宋朝攻滅，刘氏全族被俘，迁居开封。
後晉皇室石敬瑭家族出身沙陀部，據出土的晋出帝石重貴墓誌銘，為羯人石勒後代。

### 宋遼金元
在遼朝時，一部份沙陀人加入室韋，即游牧于阴山长城的黑車子室韋；一部份臣屬於遼朝。隨後被金朝統領。在金朝時稱黃摑部，或汪古部。蒙古帝國興起時，汪古部加入蒙古帝國，后逐渐融入蒙古族（一部分成為土族族源）。
宋朝接收後周的沙陀軍隊，併吞北漢，一部份沙陀人，融入汉人族群中，另有一部份則被稱為回回或回族。

## 现代研究
內亞史日本學者森安孝夫認為五代的後唐、後晉、後漢、後周，以及十國中的北漢，其領導階級皆出身於沙陀部建立的軍事集團中，宋朝建立者趙匡胤及趙光義兄弟也出身於沙陀部軍團，並稱這些國家為沙陀系王朝。
中華人民共和國學者認為北宋開國皇帝趙匡胤是漢人，先祖來自河北涿郡。日本學者楊海英引用學界研究，認為趙匡胤與趙光義兄弟有出身突厥系部落的可能。
五代時記載將一些沙陀族人描述為眼睛和鬍鬚深邃，身體輕盈，膚色淺。幾個世紀後，蒙古人稱沙陀人的後裔為「白韃靼人」。

## 資料來源
- 《草原帝國》（第二章）
- 《中亞簡史附錄》（中亞突厥史十二講）

## 延伸阅读
[在维基数据编辑]
 《欽定古今圖書集成·方輿彙編·邊裔典·沙陀部》，出自陈梦雷《古今圖書集成》
 《新唐書·卷218》，出自《新唐書》